# 馬塞盧斯 (密歇根州)
馬塞盧斯（英語：Marcellus）是位於美國密歇根州卡斯縣的一個村。

## 人口
根據2020年美國人口普查的數據，馬塞盧斯的面積為1.77平方千米，當中陸地面積為1.76平方千米，而水域面積為0.01平方千米。當地共有人口1074人，而人口密度為每平方千米606人。